# Немецкий гречневый торт

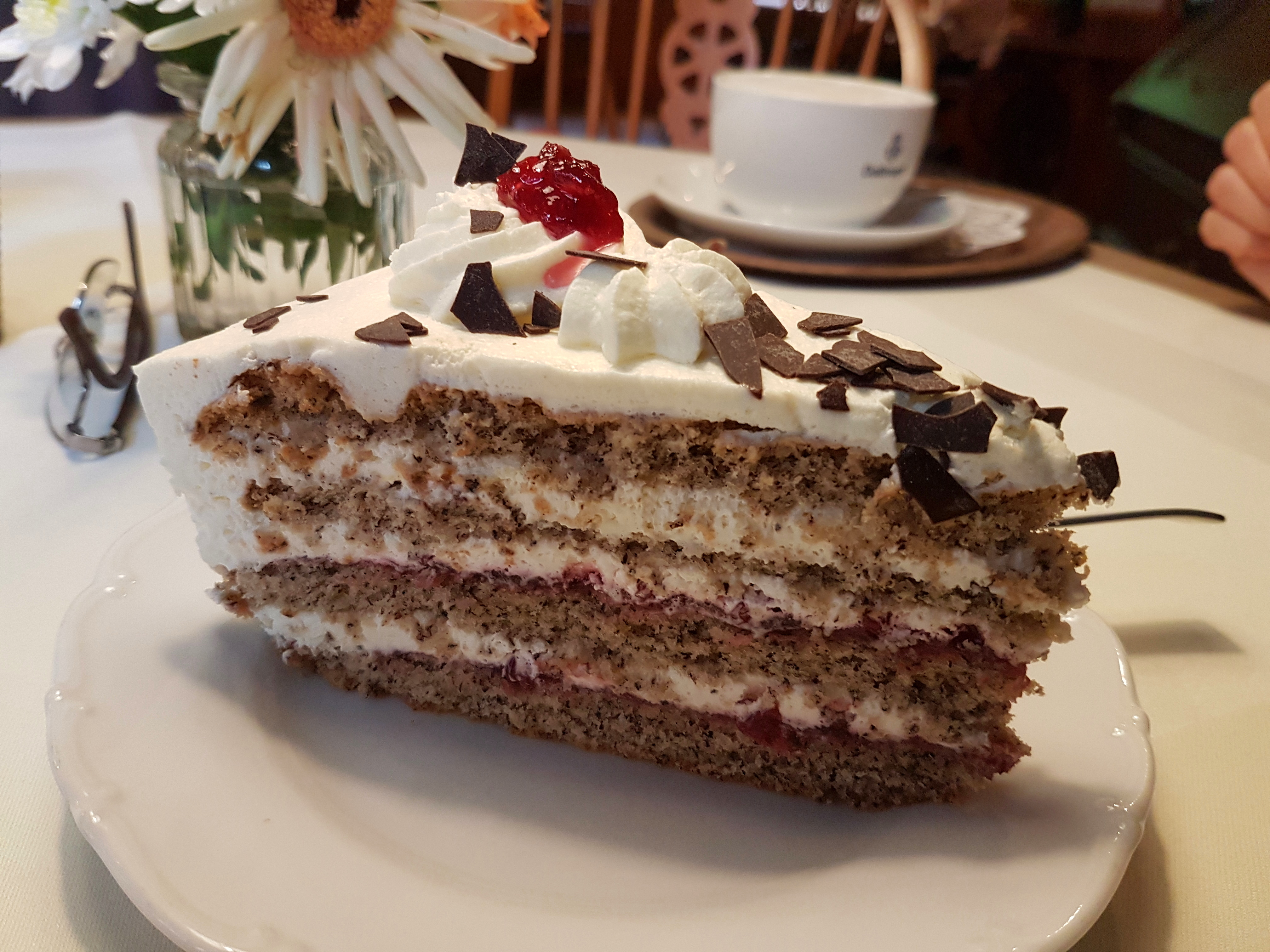
Гречневый торт, сервированный на постоялом дворе Schäferhof в Шневердингене

Немецкий гречневый торт (бухвайценторте, нем. Buchweizentorte) — трёхслойный торт из бисквитного теста на гречневой и пшеничной муке с начинкой из взбитых сливок и брусничного конфитюра. Региональный специалитет Люнебургской пустоши.
Вплоть до XIX века гречиха была единственным растением, произраставшим на местных скудных почвах и дававшим «муку». Из гречневой муки в Люнебургской пустоши готовили самые разнообразные блюда, в том числе пироги, клёцки и каши. Помимо гречневой и пшеничной муки в тесто для гречневого торта добавляют крошку белого хлеба и картофельный крахмал. Выпеченный корж разрезают по горизонтали на три части и промазывают взбитыми сливками и брусничным конфитюром.